# Prefontaine Classic 2009
Prefontaine Classic 2009 – mityng lekkoatletyczny, który odbył się 7 lipca w Eugene na zachodnim wybrzeżu USA. Zawody były zaliczane do cyklu World Athletics Tour i posiadały rangę Grand Prix IAAF.

## Rezultaty

### Mężczyźni
| Konkurencja           | 1. miejsce          | 1. miejsce | 2. miejsce                | 2. miejsce | 3. miejsce                | 3. miejsce |
| --------------------- | ------------------- | ---------- | ------------------------- | ---------- | ------------------------- | ---------- |
| 100 m                 | Michael Rodgers     | 9,94       | Asafa Powell              | 10,07      | Walter Dix                | 10,07      |
| 300 m                 | LaShawn Merritt     | 31,30      | Xavier Carter             | 31,93      | Wallace Spearmon          | 32,14      |
| 800 m                 | Nick Symmonds       | 1:45,86    | Alfred Kirwa Yego         | 1:46,21    | Christian Smith           | 1:46,36    |
| Bieg na milę          | Asbel Kiprop        | 3:48,50    | Haron Keitany             | 3:48,78    | Nathan Brannen            | 3:52,63    |
| 3000 m                | Bernard Lagat       | 7:35,92    | Saif Saaeed Shaheen       | 7:36,87    | Chris Solinsky            | 7:37,05    |
| 3000 m z przeszkodami | Paul Kipsiele Koech | 8:13,44    | Roba Gari                 | 8:21,22    | Joshua McAdams            | 8:26,55    |
| 400 m przez płotki    | Bershawn Jackson    | 48,38      | Isa Phillips              | 48,55      | Kerron Clement            | 48,73      |
| Skok wzwyż            | Iwan Uchow          | 2,34       | Jarosław Rybakow          | 2,31       | Raul Spank Jesse Williams | 2,26       |
| Skok o tyczce         | Alhaji Jeng         | 5,51       | Timothy Mack Jeremy Scott | 5,41       |                           |            |
| Skok w dal            | Dwight Phillips     | 8,74       | Irving Saladino           | 8,63       | Fabrice Lapierre          | 8,02       |
| Pchnięcie kulą        | Reese Hoffa         | 21,89      | Daniel Taylor             | 21,29      | Tomasz Majewski           | 21,26      |

### Kobiety
| Konkurencja        | 1. miejsce              | 1. miejsce | 2. miejsce         | 2. miejsce | 3. miejsce              | 3. miejsce |
| ------------------ | ----------------------- | ---------- | ------------------ | ---------- | ----------------------- | ---------- |
| 100 m              | Carmelita Jeter         | 10,85      | Kerron Stewart     | 10,90      | Muna Lee                | 11,02      |
| 400 m              | Sanya Richards          | 49,86      | Shericka Williams  | 50,72      | Julija Guszczina        | 51,17      |
| 800 m              | Maggie Vessey           | 2:00,18    | Kenia Sinclair     | 2:01,02    | Jemma Simpson           | 2:01,10    |
| 1500 m             | Gelete Burka            | 3:59,89    | Jennifer Barringer | 3:59,90    | Anna Alminowa           | 4:01,44    |
| 2000 m             | Vivian Cheruiyot        | 5:31,52    | Maryam Yusuf Jamal | 5:31,88    | Linet Masai             | 5:33,43    |
| 100 m przez płotki | Michelle Perry          | 12,74      | Damu Cherry        | 12,74      | Priscilla Lopes-Schliep | 12,75      |
| Skok w dal         | Funmi Jimoh             | 6,69       | Ksenija Balta      | 6,68       | Jelena Sokołowa         | 6,68       |
| Rzut dyskiem       | Stephanie Brown Trafton | 63,98      | Summer Pierson     | 60,53      | Becky Breisch           | 60,06      |
| Rzut młotem        | Betty Heidler           | 72,81      | Sultana Frizell    | 72,07      | Jessica Cosby           | 70,68      |